# Municipio de Tetlatlahuca
El municipio de Tetlatlahuca es uno de los 60 municipios que conforman el estado de Tlaxcala en los Estados Unidos Mexicanos. Su cabecera es la localidad de Tetlatlahuca. El municipio se ubica al sur del estado y fue fundado desde 1822, a lo largo de su historia ha sufrido desprendimientos de su territorio para constituirse en los municipios de San Damián Texoloc y San Jerónimo Zacualpan.

## Ubicación
El municipio se encuentra ubicado al sur del estado de Tlaxcala teniendo los siguientes límites municipales:  Al norte con el municipio de San Damián Texóloc y al noreste con el municipio de Tlaxcala; al sur con el municipio de Zacatelco, al este con los municipios de San Jerónimo Zacualpan, San Juan Huatzinco y San Lorenzo Axocomanitla; al oeste con el municipio de Santa Apolonia Teacalco y suroeste con el municipio de Natívitas.

## Significado de la palabra Tetlatlahuca
"Lugar de piedras que arden" o "Lugar de piedras rojas"

## Comunidades
- Santa Cruz Aquiáhuac
- Santa Ana Portales
- San Bartolomé Tenango
- Santa Cruz Capulinares
- San Andrés Cuamilpa
- Santa Isabel Tetlatlahuca

## Presidentes municipales
| Nombre                      | Periodo   | Partido | Partido                            |
| --------------------------- | --------- | ------- | ---------------------------------- |
| Yulma Cervantes Nuñez       | 2010-2013 |         | Partido Verde Ecologista de México |
| Agustín Zárate Morales      | 2013-2016 |         | Partido Alianza Ciudadana          |
| Antonio Morales Ramos       | 2016-2021 |         | Partido Verde Ecologista de México |
| Juan Pablo Angulo Hernández | 2021-2024 |         | Partido Alianza Ciudadana          |